# Neodontopera cinerea
Neodontopera cinerea là một loài bướm đêm trong họ Geometridae.